# 첨세채
첨세채(중국어: 詹世釵, 영어: Zhan Shi Chai, 1841년 12월 20일~1893년 11월 5일)은 비공인 남성으로 전세계 청나라의 19세기 세계 최장신 3m이상 육박하였다는 썰이 퍼져 있었으며 312cm와 319cm로 알려져있다. 정확하지 않아서 기네스북에 인정받지 못하였다. 실제론 235~240cm정도이다. 그는 영국에서 영국인 여성과 결혼해서 아들 첨택순(詹澤純)을 낳았는데, 아들 첨택순(詹澤純)는 아버지 첨세채의 키를 물려받지 못했다. 사망 당시 첨세채의 관이 260cm로 알려져 있다.

## 어릴적 키
- 4세 : 165cm
- 5세 : 189cm
- 6세 : 190cm
- 7세 : 191cm
- 8세 : 205cm
- 9세 : 221cm
- 10세 : 230cm
- 11세 : 242cm
- 12세 : 255cm
- 13세 : 265cm
- 14세 : 272cm
- 15세 : 290cm
- 16세 : 301cm
- 17세 : 304cm
- 18세 : 306cm
- 19세 : 309cm
- 20세 : 312cm

## 같이 보기
- 거인증